# 汶朗镇
汶朗镇，是中华人民共和国广东省肇庆市怀集县下辖的一个乡镇级行政单位。境内曾有广东省怀集监狱（原称广东省第一监狱）。2016年时，在国家统计局网站中，监狱所在以“广东省第一监狱”之名列为一个类似乡级单位。2017年，监狱搬迁至四会市，这一类似乡级单位取消。

## 行政区划
汶朗镇下辖以下地区：
草朗村、华新村、汶朗村、平龙村和汶塘村。

## 特产
汶朗蜜柚：中国地理标志产品。